# Hydrogamasellus bullarmatus
Hydrogamasellus bullarmatus är en spindeldjursart som beskrevs av Wolfgang Karg och Anita Schorlemmer 2009. Hydrogamasellus bullarmatus ingår i släktet Hydrogamasellus och familjen Ologamasidae. Inga underarter finns listade i Catalogue of Life.